# شهرستان ماسکینگام (اوهایو)
شهرستان ماسکینگام، اوهایو (به انگلیسی: Muskingum County, Ohio) یک سکونتگاه مسکونی در ایالات متحده آمریکا است که در اوهایو واقع شده‌است.

## جغرافیا
مطابق اطلاعات اداره آمار ایالات متحده آمریکا، مساحت این شهرستان ۶۷۳ مایل مربع (۱۷۴۰ کیلومتر مربع) است که ۶۶۵ مایل مربع (۱۷۲۰ کیلومتر مربع) آن خشکی و ۸٫۰ مایل مربع (۲۱ کیلومتر مربع) (۱٫۲ درصد) آن آب است. و از نظر مساحت چهارمین شهرستان بزرگ اوهایو می‌باشد.

### شهرستان‌های مجاور
- شهرستان کوشاکتن (شمال)
- شهرستان گرنزی (شرق)
- شهرستان نوبل (جنوب شرقی)
- شهرستان مورگان (جنوب)
- شهرستان پری (جنوب غربی)
- شهرستان لیکینگ (غرب)

## سیاست
شهرستان ماسکینگام یکی از شهرستان‌های جمهوری‌خواه در انتخابات ریاست جمهوری است. انتخابات ۱۹۶۴ آخرین دوره‌ای است که این شهرستان به دموکرات‌ها رأی داد.